# Жалантос (Туркестанская область)
Жалантос (каз. Жалаңтөс, до 199? г. — Будённый) — село в Сауранском районе Туркестанской области Казахстана. Административный центр Ушкаикского сельского округа. Код КАТО — 512653100.

## Население
В 1999 году население села составляло 233 человека (127 мужчин и 106 женщин). По данным переписи 2009 года, в селе проживало 277 человек (141 мужчина и 136 женщин).